# Альвен, Хуго
Ху́го Эмиль Альве́н (швед. Hugo Emil Alfvén; 1 мая 1872, Стокгольм — 8 мая 1960, Фалун) — шведский композитор, дирижёр, скрипач и художник.

## Биография
Родился в 1872 году в Стокгольме. С 1887 по 1891 год учился в Королевской высшей музыкальной школе в Стокгольме по специальности скрипка. Около 10 лет, начиная с 1897 года, провёл в поездках по Европе, более углублённо изучая мастерство игры на скрипке и дирижирования. Зарабатывал на жизнь, играя на скрипке в «Королевской опере» в Стокгольме. Гастролировал как дирижёр. Альвен получал государственное денежное пособие для композиторов с 1906 по 1910 год. С 1910 по 1939 год также был «музыкальным директором» (director musices) Королевского академического оркестра Упсальского университета.
В дополнение к музыкальному дару имел талант художника, рисовал акварелью. Написал четырёхтомную автобиографию.
Умер в 1960 году, спустя несколько дней после того, как ему исполнилось 88 лет.

## Личная жизнь
С 1902 года сожительствовал, а в с 1912 по 1936 год состоял в браке с известной датской художницей Марией Трипке (1867—1940).
Шведский физик, лауреат Нобелевской премии Ханнес Альвен (1908—1995) — племянник Хуго.

## Произведения
Написал множество произведений для мужского хора, пять симфоний и три «Шведских рапсодии» для оркестра.
Из симфоний особенно примечательна Симфония № 4 — симфоническое полотно (с двумя солистами-вокалистами) в четырёх частях, следующих друг за другом без перерыва.
Наиболее популярна из рапсодий — Шведская рапсодия № 1.